# Show das Poderosas
"Show das Poderosas" é uma canção da artista musical brasileira Anitta, gravada para o seu álbum de estreia Anitta (2013). Foi composta pela própria e produzida por Umberto Tavares e Mãozinha. Servindo como o primeiro single oficial do disco, a obra foi lançada no dia 16 de abril de 2013, digitalmente, na loja iTunes. A cantora interpretou "Show das Poderosas" diversas vezes, incluindo nas turnês musicais Show das Poderosas Tour (2013-14), Meu Lugar Tour (2014-15) e Bang Tour (2015-2017).

## Antecedentes e lançamento
Ao postar um vídeo cantando "Soltinha", da cantora Priscila Nocetti, a estudante Larissa de Macedo Machado foi descoberta pelo Dee Jay (DJ) Renato Azevedo, conhecido como Batutinha. O DJ convidou-a para um teste, com o objetivo de saber se ela realmente cantava bem e se tinha presença de palco. Azevedo "ficou impressionado com a habilidade da cantora e das amigas no stiletto — modalidade de dança em cima de salto alto, popularizada pela estrela americana Beyoncé", descreve Silvio Essinger, d'O Globo. Com isso, ele decidiu trabalhar com ela. Uma das queixas da artista era seu nome, que considerava muito comum; a sugestão dela foi "Anita", numa referência à personagem principal da minissérie Presença de Anita (2001): "A Anita tinha um mistério que despertava a curiosidade de homens, mulheres, de todo mundo. Era só uma menina, mas, ao mesmo tempo, era uma mulher. Brincalhona, sexy, mas não vulgar. Eu gostava dessa brincadeira." Batutinha deu a ideia de "Anitta", com dois T, e a musicista concordou.
Anitta foi contratada pela produtora de shows de funk carioca Furacão 2000, e através da mesma lançou quatro faixas: "Menina Má", "Proposta", "Fica Só Olhando" e "Eu Vou Ficar". Em junho de 2012, a sua empresária, Kamilla Fialho, pagou R$ 260 mil à companhia, para que a artista fosse agenciada por ela.  Fialho montou um espetáculo com músicos e dançarinos, investiu na imagem de Anitta, e a apresentou aos produtores Umberto Tavares e Mãozinha. Anitta passou a ser cobiçada pelas grandes gravadoras; ela ficou "enrolando" duas delas até se decidir pela Warner Music Brasil, com quem assinou em janeiro de 2013, e em 6 de fevereiro ocorreu o lançamento de seu primeiro single, "Meiga e Abusada", através da editora discográfica.
Certo dia, Machado compôs duas faixas. Uma chamava-se "Show das Poderosas", e a outra, "Tá na Mira". A jovem mostrou ambas para sua equipe, amigos e família, afirmando que "Show das Poderosas" seria um divisor de águas na sua carreira, mas muitos não concordaram com sua posição. Depois de apresentá-las para a Warner, o selo decidiu lançar "Tá na Mira", dizendo que a outra canção tinha uma temática muito carioca, e que não seria capaz de conseguir sucesso em todos os estados brasileiros e com todas as idades. Foram feitos vídeo, foto e CD single, mas a cantora não concordava com a decisão. "Eu falava assim: 'Não, gente, vocês estão desperdiçando. Não é isso, não é isso'. Não gostei do clipe de 'Tá na Mira', achei que ficou horrível, fiz toda cheia de má vontade". Contudo, a gravadora permitiu que a canção fosse lançada, pondo um fim aos anseios da artista, que pedia ao selo que fizesse isto só para lhe deixar feliz. "Show das Poderosas" foi distribuída como single para as rádios e através de download digital em 16 de abril de 2013.

## Vídeo musical
Com direção de Thiago Calviño as filmagens aconteceram em um teatro na bairro Barra da Tijuca, no Rio de Janeiro. O vídeo é todo em preto e branco e contou com um corpo de balé formado por 30 bailarinos que juntos formam um "exército". Tem como inspiração o clipe de "Run the World (Girls)", da cantora norte-americana Beyoncé. Em abril de 2015, se tornou o primeiro videoclipe de um artista brasileiro a chegar a 100 milhões de visualizações no YouTube.

### Recepção
No POPLine, Alex Alves comentou: "Pegue uma cantora de funk carioca que já foi até MC da Furacão 2000, acrescente uma avalanche de referências na linha Beyoncé e finalize com uma imersão de atitude inspirada nas Pussycat Dolls. O resultado será Anitta, uma das maiores promessas da música pop nacional em 2013." Alguns elementos do instrumental da canção foram comparados ao instrumental do single "Pon De Floor", do projeto Major Lazer, instrumental esse que foi utilizado declaradamente no single "Run The World (Girls)", de Beyoncé.

## Desempenho comercial
A música ficou em primeiro lugar no Itunes Brasil, consequentemente foi número dois na Brasil Hot 100 Airplay, sendo barrada por "Vidro Fumê" de Bruno e Marrone, e nono na "Portugal Digital Songs". A canção ficou em terceiro lugar entre as 100 mais tocadas de 2013 no Brasil. Também foi a música que mais vendeu no ano de 2013 no Itunes Brasil, fazendo de Anitta a artista do ano.

## Promoção
Na Rede Globo ela participou dos programas Esquenta!, Caldeirão do Huck, Encontro com Fátima Bernardes e no Mais Você, no qual participou por mais de uma hora. Em 18 de agosto de 2013, Anitta foi ao palco do Domingão do Faustão, onde foi surpreendida por sua dançarina Ariela, ao dizer que Anitta obriga a todos sentir o cheiro de seu pum na van, o assunto foi muito comentado e repercutido nas redes sociais.
Em 6 de abril de 2013, Anitta foi ao palco do programa televisivo Legendários na Rede Record. Em maio de 2013, ela participou dos programas Pânico na Band e do Programa do Ratinho.

## Versões
A cantora portuguesa Jessica Portugal fez uma versão de "Show das Poderosas" para o seu álbum de 2015, É o Amor.
A própria Anitta regravou a canção ao lado da drag queen e cantora brasileira Gloria Groove para o projeto Warner Pride, alusivamente ao Dia Internacional do Orgulho LGBTQI. A nova versão de "Show das Poderosas" foi lançada em 28 de junho de 2018.

## Faixas
| Download digital |                      |         |  |
| N.º              | Título               | Duração |  |
| 1.               | "Show das Poderosas" | 2:30    |  |
| 2.               | "Menina Má"          | 2:55    |  |

## Prêmios e indicações
| Ano  | Prêmio            | Indicação           | Resultado |
| ---- | ----------------- | ------------------- | --------- |
| 2013 | Prêmio Multishow  | Música-Chiclete     | Venceu    |
| 2013 | Prêmio Multishow  | Clipe do Ano        | Venceu    |
| 2013 | Melhores do Ano   | Música do Ano       | Venceu    |
| 2013 | Capricho Awards   | Melhor Hit Nacional | Indicado  |
| 2013 | Caldeirão de Ouro | As 10+ do Ano       | 1º Lugar  |

## Desempenho nas tabelas musicais
| País — Tabela musical (2013)                         | Posição de pico |
| ---------------------------------------------------- | --------------- |
| Brasil (Billboard Hot 100 Airplay)                   | 2               |
| Brasil (Billboard Regional Rio de Janeiro Hot Songs) | 1               |
| Brasil (Billboard Regional São Paulo Hot Songs)      | 1               |
| Portugal (Portugal Digital Songs)                    | 9               |

| País — Tabela musical (2013)      | Posição de pico |
| --------------------------------- | --------------- |
| Brasil (Brasil Hot 100 Airplay)   | 2               |
| Brasil (Brasil Hot Pop Songs)     | 1               |
| Brasil (Brasil Hot Popular Songs) | 1               |

| País — Tabela musical (2013)    | Posição de pico |
| ------------------------------- | --------------- |
| Brasil (Brasil Hot 100 Airplay) | 3               |

## Histórico de lançamento
| País     | Data                | Formato          | Gravadora    |
| -------- | ------------------- | ---------------- | ------------ |
| EUA      | 9 de abril de 2013  | Download digital | Warner Music |
| Brasil   | 16 de abril de 2013 | Download digital | Warner Music |
| Portugal | 16 de abril de 2013 | Download digital | Warner Music |